# Kapel van de Wonderdadige Medaille

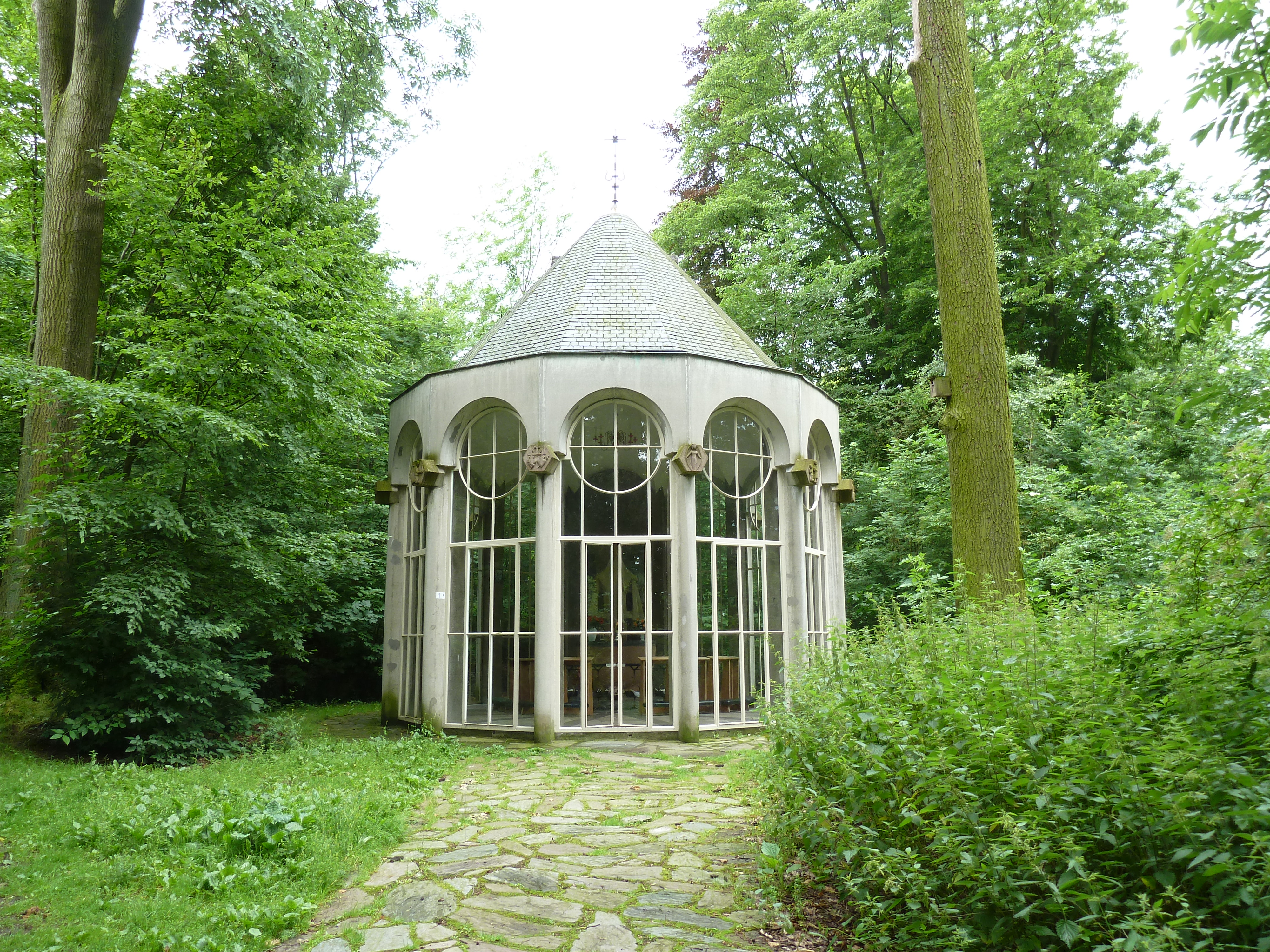
Kapel van de Wonderdadige Medaille

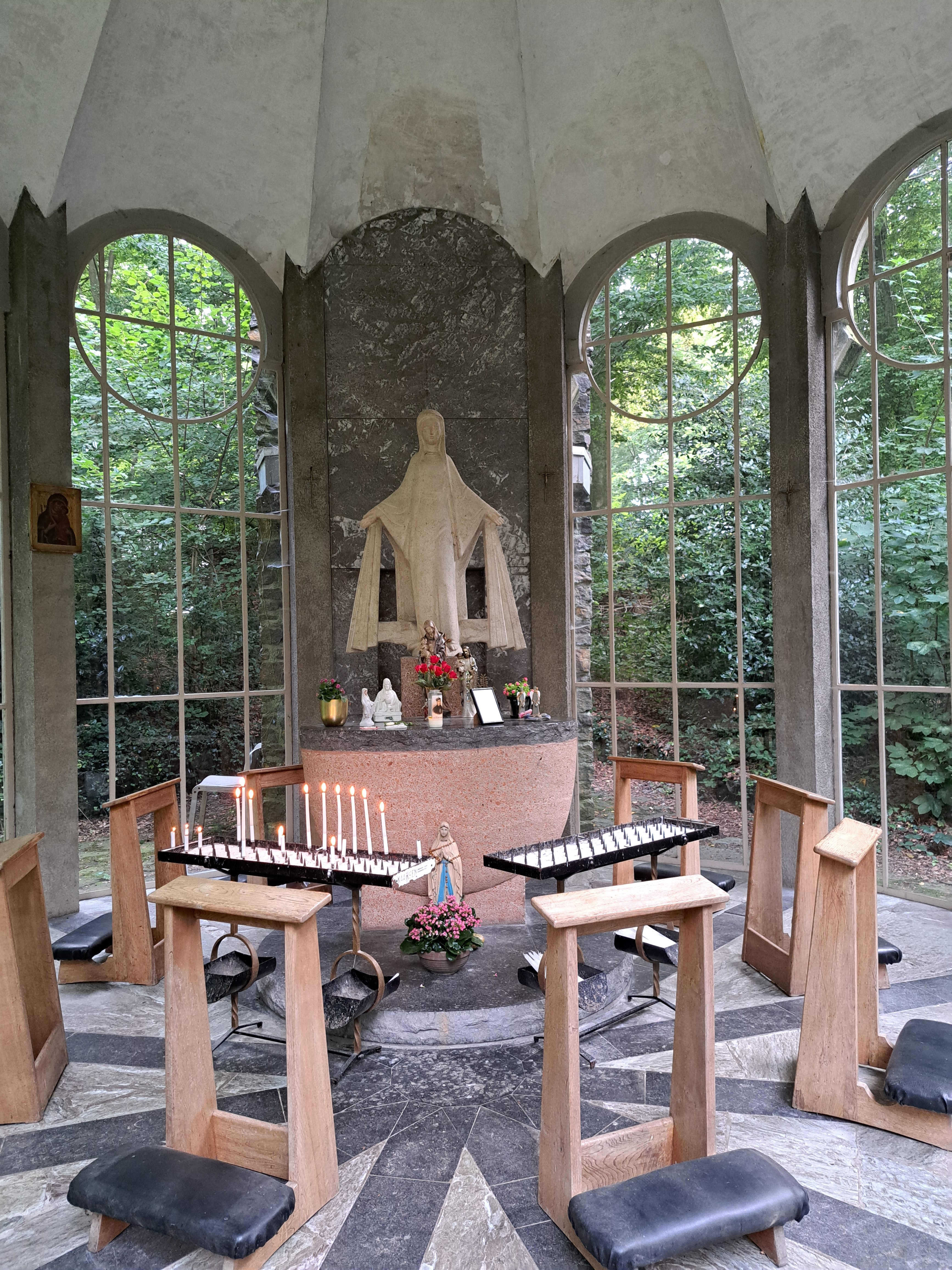
Interieur Kapel van de Wonderdadige Medaille te Beek Limburg

De Kapel van de Wonderdadige Medaille of Kapel op de Molenberg is een kapel te Beek in de Nederlands Zuid-Limburgse gemeente Beek. De kapel staat nabij De Coenelaan 6 in het noordelijk deel van het Kelmonderbos.
De kapel is gewijd aan Onze-Lieve-Vrouw van de Wonderdadige Medaille.

## Geschiedenis
In 1954 werd het initiatief tot de bouw van de kapel genomen naar aanleiding van het Mariajaar 1954. In 1955 werd de kapel ingezegend. Architect was Jean Huysmans. De devotie aan Onze-Lieve-Vrouw van de Wonderdadige Medaille werd reeds in 1951 in Beek geïntroduceerd.

## Gebouw
Het is een merkwaardige kapel, namelijk een twaalfhoekige open betonnen constructie, die lijkt op een paviljoen, en gedekt wordt door een tentdak. Er zitten grote, hoge vensters in dit gebouw, en elke pilaar wordt getooid met een stenen zeshoek, bevattende een voorstelling in grof reliëf, voorstellende de sacramenten, en voorstellingen van Maria en van het ideale gezin. Deze voorstellingen werden vervaardigd door Louis Bröls. Achter de kapel bevindt zich een uit breuksteen opgetrokken, massief torentje. Er is in de kapel een gestileerd Mariabeeld. Men kan de kapel binnengaan via een trap.